# Đuro Basler
Đuro Basler (Sijekovac, 6. ožujka 1917. – Sarajevo, 3. veljače 1990.), bosanskohercegovački i hrvatski arheolog i konzervator. 

## Životopis
Osnovnu školu i gimnaziju završio je u Slavonskom Brodu. Arheologiju je studirao u Zagrebu i Ljubljani, a doktorirao je 1979. godine u Zadru. Od 1950. do 1959. radi kao konzervator u sarajevskom Republičkom zavodu za zaštitu spomenika kulture, a zatim kao arheolog do umirovljenja 1983. godine radi u Zemaljskom muzeju u Sarajevu. Bavio se prapovijesnom, antičkom i srednjovjekovnom poviješću Bosne i Hercegovine.

## Istraživački radovi
Za vrijeme rada u konzervatorskoj struci iskapa i konzervira niz lokaliteta: kasnoantičku vilu Mogorjelo kod Čapljine (1952. – 1958.), srednjovjekovnu nekropolu u Grborezima kod Livna (1955. – 1957.), kasnoantičku baziliku u Oborcima (1956./1957.), ilirsku nekropolu u Gostilju na Skadarskom jezeru (1957. – 1958.), a proučava i ilirsku gradinu u Ošanićima kod Stoca (1953. – 1956.). Značajne konzervatorske radove starih gradova radi na tvrđavi u Doboju (1951. – 1955.), Jajcu (1952. – 1959.), Tešnju (1954. – 1956.), Ključu (1954. – 1956.), Vranduku (1955.) i Srebreniku (1955./1956.). Važna iskapanja paleolitskih nalazišta poduzima u dolinama rijeka Ukrine, Usore i Bosne, gdje je otkrio mnoga staništa iz srednjeg i mlađeg paleolitika. Obimnija sustavna iskapanja obavlja na Crkvini u Makljenovcu (1955./1956.), Luščiću u Kulašima (1958. – 1962.), Visokom brdu u Ljupljanici kod Dervente (1959. – 1961., 1970. – 1971.), Lonđi u Makljenovcu (1965. – 1968.) te na Kadru kod Odžaka (1974. – 1976.). Od 1976. radi istraživanja nalazišta Badanj kod Stoca gdje je osim bogatih nalaza materijalne kulture, otkrio i umjetničke gravure pračovjeka na stijeni. Istraživao i na nalazištu Crvena stijena kod Petrovića u Crnoj Gori (1960. – 1963.)

## Djela
- Grborezi, 1964. (suautor Š. Bešlagić)
- Kasnoantičko doba u Bosni i Hercegovini (u djelu: Kulturna istorija Bosne i Hercegovine od najstarijih vremena do početka turske vladavine), 1966.
- Arhitektura kasnoantičkog doba u Bosni i Hercegovini, 1972.
- Praistorija jugoslavenskih zemalja (paleolitsko i mezolitsko doba), 1979.
- Kršćanska arheologija, 1986.